# Sparkassen Giro Bochum 2005
Lo Sparkassen Giro Bochum 2005, ottava edizione della corsa, valido come evento dell'UCI Europe Tour 2005 categoria 1.1, si svolse il 7 agosto 2005 su un percorso di 175,2 km. Fu vinto dal ceco Lubor Tesař, che terminò la gara in 4h 10' 31" alla media di 41,961 km/h.
Alla partenza erano presenti 215 ciclisti, dei quali 52 portarono a termine il percorso.

## Ordine d'arrivo (Top 10)
| Pos. | Corridore        | Squadra      | Tempo    |
| ---- | ---------------- | ------------ | -------- |
| 1    | Lubor Tesař      | Akud Arnolds | 4h10'31" |
| 2    | Marcel Sieberg   | Team Lamonta | a 1"     |
| 3    | Fabian Wegmann   | Gerolsteiner | a 15"    |
| 4    | Jörg Ludewig     | DOM          | a 18"    |
| 5    | Cédric Vasseur   | Cofidis      | a 1'13"  |
| 6    | Wolfram Wiese    | ComNet       | a 1'22"  |
| 7    | Tomasz Kiendyś   | Knauf Team   | s.t.     |
| 8    | Baden Cooke      | F. des Jeux  | a 1'23"  |
| 9    | Lars Wackernagel | Wiesenhof    | a 1'24"  |
| 10   | Stefan Cohnen    | Team Lamonta | a 2'46"  |